# امیلیا، امبریا
امیلیا، امبریا (به ایتالیایی: Amelia, Umbria) یک شهرک در ایتالیا است که در استان ترانی واقع شده‌است.
این شهر در جنوب اومبریا، در یک تپه با مشرف به رودخانه تیبر به سمت شرق و رودخانه نرا به غرب  واقع شده‌است.

## خصوصیات
امیلیا ۱۳۲ کیلومترمربع مساحت و ۱۲٬۰۸۲ نفر جمعیت دارد و ۴۰۶ متر بالاتر از سطح دریا واقع شده‌است.